# Bayuda
Die Wüste Bayuda (arabisch صحراء بيوضة, DMG Ṣaḥrāʾ Bayūḍa) ist eine Teilwüste südlich der Nubischen Wüste und nördlich von Khartum im Sudan, die in einem Bogen des Nil etwa zwischen dem 18. und 19. Breitengrad liegt. Mitten durch die Bayuda-Wüste verläuft im Bereich des Wadi Abu Dom die Asphaltstraße zwischen Atbara und Karima.

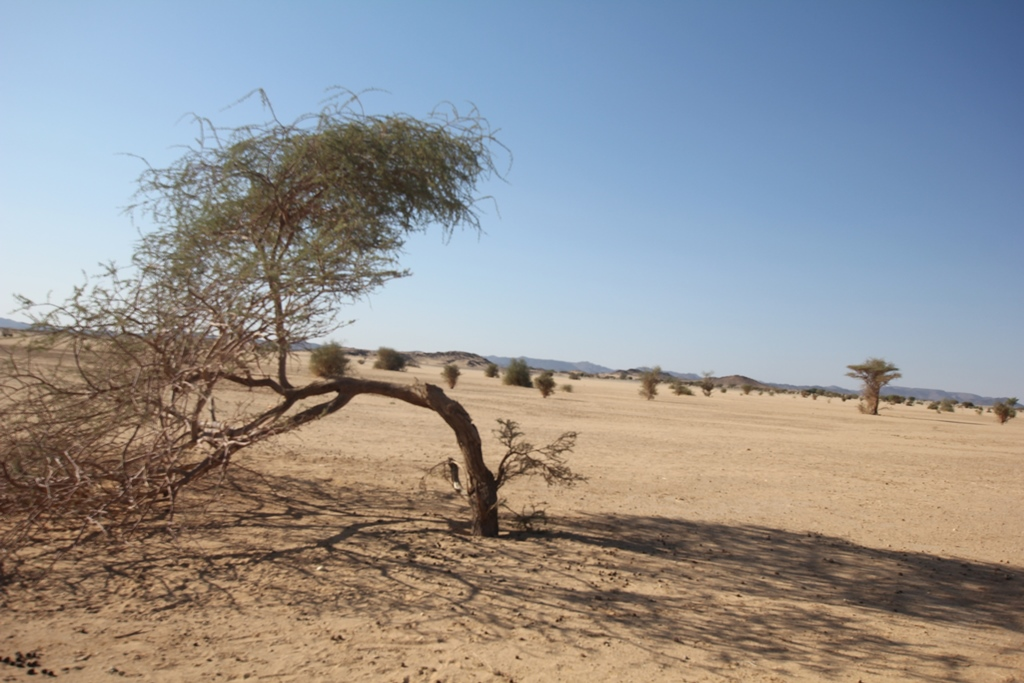
Bayudawüste mit vereinzelten Akazien

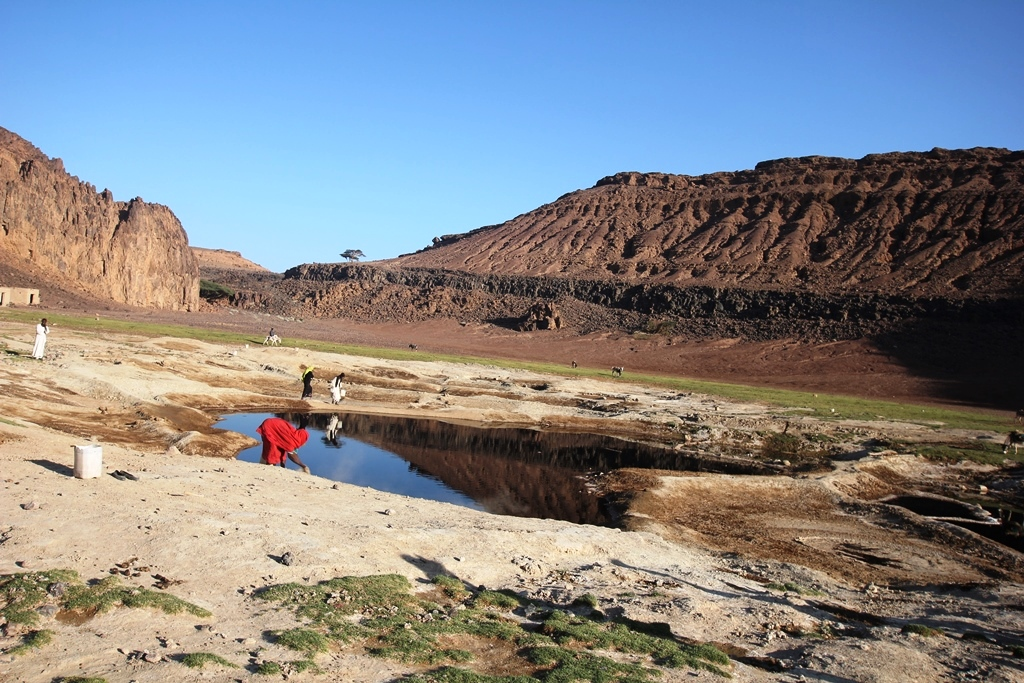
Trockenmaar des El Muweilih Krater, auch Atrun-Krater genannt

Die Wüste geht im Süden allmählich in die spärlich bewachsene Steppe vor Khartum über und wird im Westen durch das Wadi Muqaddam und an den übrigen drei Seiten vom Nil begrenzt, der zwischen dem ehemaligen 4. Katarakt, der heute vom Stausee des Merowe-Damms überflutet ist, und dem 5. Katarakt einen großen Bogen nach Norden macht. Die Bodenoberfläche der Ebene besteht überwiegend aus einem Gemisch aus Sand und Steinen (Reg) und ist durch vereinzelte langgezogene Höhenrücken unterbrochen.
In den Wadis gedeihen verholzte Büsche (Leptadenia pyrotechnica), niedrige verzweigte Bäume, Wüstendatteln und die buschartige Akazienart Acacia nubica. Direkt am Nilufer stehen wesentlich dichter höhere Akazienarten und Tamarinden (Tamarindus indica).

## Bayuda-Vulkanfeld
Im Norden der Bayuda-Wüste befindet sich ein vegetationsloses basaltisches Gebiet, das Bayuda-Vulkanfeld mit etwa 90 Schlackenkegeln, die in einer Reihe von Westnordwest nach Ostsüdost angeordnet sind. Etwa zehn Prozent der Aschenkegel sind Trockenmaare, entstanden durch explosive Ausbrüche. Der höchste Krater, Hosh ed Dalam, hat einen Durchmesser von 1,3 Kilometern und eine Tiefe von 500 Metern. Der jüngste Lavastrom wurde mit Hilfe der Radiokohlenstoffmethode auf eine Entstehungszeit um das Jahr 850 ± 50 Jahre datiert.